# Brigitta McBridge
Brigitta McBridge è un personaggio della banda Disney ideato da Romano Scarpa.
Esordisce su Topolino n. 243 del 24 luglio del 1960, nella storia Zio Paperone e l'ultimo Balabù.
Sin dal suo esordio inizia subito con i suoi goffi tentativi di conquistare il cuore di Paperon de Paperoni, il ricco magnate paperopolese, arrivando in alcune occasioni anche vicina al matrimonio.
In molte storie gli autori italiani tendono a inserire elementi che portano a credere che Paperone provi qualcosa per lei.

## Origini e sviluppo
Brigitta è una papera dalla folta chioma bionda, vestita con un abito solitamente blu e con indosso una vistosa collana. Nella storia d’esordio, si intuisce che corteggia Paperone almeno dal 1898. I suoi continui tentativi di conquistare il cuore di Paperone si alternano spesso alle alleanze con Filo Sganga, personaggio ideato sulle pagine di Zio Paperone e il ratto di Brigitta (Topolino n. 272, 12 febbraio del 1961, sempre di Romano Scarpa, seconda storia di Brigitta), col quale si imbarca spesso in imprese impossibili, finanziandogli affari strampalati pur di dimostrarsi all'altezza del suo Paperonuccio; peraltro, spesso gli affari del duo falliscono proprio perché Paperone fa subdolamente leva sul debole che Brigitta ha per lui, in modo da farle abbandonare i progetti di concorrenza economica, con sommo dispiacere di Filo.
Inizialmente il suo creatore Scarpa si diverte a rendere ambiguo il personaggio: non si capisce se Brigitta sia interessata più a Paperone o alle sue sostanze, visto che risulta spesso avida, subdola e disposta a tutto. Questa caratterizzazione si perde però progressivamente nelle storie degli altri autori, che sono soliti rappresentare la papera come una “innamorata persa”, ai limiti della follia. Ottima cuoca, romantica e intraprendente, ha anche aperto, varie volte, agenzie matrimoniali per cuori solitari (ad esempio Paperina e l'agenzia matrimoniale), e negli ultimi anni ha avuto una serie tutta sua chiamata "Brigitta agenzia Asso di cuori" dove aiuta a far nascere nuovi amori, e ha un software TTT, cioè Trucchi, Tenerezze e Trappole che lei chiama "Titty". Prova spesso a "prendere per la gola" Paperone (che non rifiuta mai le sue torte, nonostante la cacci via in malo modo).
Il suo rapporto con Paperone è certamente complicato dalla presenza, nel cuore del ricco taccagno, di due grandi passioni: da una parte quella per il denaro, e quindi il desiderio di non separarsi dal proprio patrimonio (ogni sua moneta altro non è che il ricordo di un'avventura vissuta), e dall'altra l'antico amore per Doretta Doremì, l'unica papera che abbia mai fatto breccia nel suo cuore. In Arriva Paperetta Yè Yè (1966) Scarpa fa incontrare le due papere e, per becco di Doretta, incoraggia Brigitta a non abbattersi mai e ad insistere nella corte per il vecchio papero. Tra un avvicinamento ed un allontanamento tra i due, poi, si frappongono, spesso come sostenitori di Brigitta, i nipoti di Paperone Paperino e Qui, Quo, Qua. Brigitta trova spesso conforto anche da Paperina e a volte da Nonna Papera e Miss Paperett. In alcune occasioni, per ripicca, ha anche stretto amicizia con Amelia o Rockerduck, acerrimi nemici di Paperone, salvo poi pentirsene.
Brigitta arriverà vicinissima a coronare il suo sogno di sposare Paperone nella storia Il matrimonio di zio Paperone (1984) di Massimo De Vita, in cui il vecchio papero acconsente inizialmente alle nozze per impossessarsi legalmente di un terreno di Brigitta, per poi lasciarla sull'altare all'ultimo momento. Invece, nella storia Zio Paperone e la proposta dell'alter-ego (1995) di Rudy Salvagnini e Giorgio Cavazzano, Paperone raggiunge una dimensione parallela in cui è sposato con Brigitta, che, proprio come egli ha sempre temuto, dilapida i suoi soldi tra costosi abiti e sontuose feste. Nel 2002, sulle pagine del Topolino n. 2448 fa il suo esordio, per i testi di Gaja Arrighini ed i disegni di Giorgio Cavazzano, la serie Premiata ditta Filo&Brigitta con la storia L'affare in soffitta: la serie racconta delle incredibili imprese ed attività affaristiche che i due amici mettono, di volta in volta, in piedi, procurando sempre dei terribili grattacapi a Paperone.
Personaggio apprezzato dallo stesso Barks (che ne ha anche realizzato un piccolo schizzo in occasione del primo incontro tra l'Uomo dei Paperi ed il Maestro veneziano, avvenuto nei primi anni settanta in quel di Burbank), ha avuto un buon successo in tutta Europa, con storie pubblicate in Germania, Danimarca, Finlandia, Francia, tutte prevalentemente di produzione italiana. Anche gli Stati Uniti hanno pubblicato diverse storie con il personaggio, tra cui vale la pena ricordare: L'ultimo Balabù (su Uncle Scrooge 242), Zio Paperone in chicchi di riso e monete d'oro, di Scarpa (realizzata dapprima per il solo mercato europeo all'interno del Disney Program, quindi pubblicata sempre su Uncle Scrooge) e infine Zio Paperone e il segreto degli Incas, di Byron Erickson e Giorgio Cavazzano, pubblicata quasi contemporaneamente sia in Italia, sia negli USA (Topolino nn.2169/2170, 24 giugno 1997; Uncle Scrooge Adventures nn.53/54, dicembre 1997).

### Alter ego
Nel 2013, sulle pagina del Topolino n. 2986 viene introdotta, per i testi di Roberto Gagnor e i disegni di Vitale Mangiatordi, una supereroina, alter ego di Brigitta, col nome di "Brigittik, la romantica vendicatrice" nella storia Paperinik, Paperinika e la romantica vendicatrice. Il personaggio fa la sua seconda comparsa sul n. 2997 nella storia Brigittik contro il temibile 2 di picche e la terza in Brigittik e il romantico finale contrastato in Topolino 3038.

### Nell’animazione
Brigitta ha fatto la sua prima e unica apparizione nei cartoni animati all’interno della Camminata Disney, sigla animata realizzata da Romano Scarpa nel 1982 per il programma Topolino show.